# Langensari (Karangtengah)
Langensari is een bestuurslaag in het regentschap Cianjur van de provincie West-Java, Indonesië. Langensari telt 5923 inwoners (volkstelling 2010).